# Tour Down Under de 2020
A 22.ª edição do Tour Down Under (chamado oficialmente: Santos Tour Down Under) foi uma prova de ciclismo de estrada por etapas que decorreu entre 21 e o 26 de janeiro de 2020 na Austrália com início na cidade de Tanunda e final na município de Willunga Hill sobre um percurso de 870,2 km.
A prova faz parte do UCI World Tour de 2020, sendo a primeira competição do calendário de máxima categoria mundial. O vencedor final foi o australiano Richie Porte da Trek-Segafredo seguido do italiano Diego Ulissi da UAE Emirates e do alemão Simon Geschke da CCC.

## Equipas participantes
Tomaram a partida um total de 20 equipas: 19 de categoria UCI World Team; e a selecção nacional da Austrália. Formando assim um pelotão de 140 ciclistas dos que acabaram 132. As equipas que participaram foram os seguintes:
| Equipes WorldTeam (19)- AG2R La Mondiale - Astana - Bahrain McLaren - Bora-Hansgrohe - CCC Team - Cofidis - Deceuninck-Quick Step - EF Pro Cycling - Groupama-FDJ - Israel Start-Up Nation - Lotto Soudal - Mitchelton-Scott - Movistar Team - NTT Pro Cycling - Ineos - Jumbo-Visma - Team Sunweb - Trek-Segafredo - UAE Team Emirates translation for headoftableIII_translate index 39 not found- UniSA-Australia |
| |

## Percurso
O Tour Down Under dispunha de seis etapas dividido em uma etapa plana e cinco em média montanha, para um percurso total de 870,2 quilómetros.
| Etapa | Data    | Percurso                     | type            | Distância (km) | Vencedor        | Líder geral  |
| ----- | ------- | ---------------------------- | --------------- | -------------- | --------------- | ------------ |
| 1     | 21 jan. | Tanunda – Tanunda            | etapa plana     | 150            | Sam Bennett     | Sam Bennett  |
| 2     | 22 jan. | Woodside – Stirling          | etapa escarpada | 135,8          | Caleb Ewan      | Caleb Ewan   |
| 3     | 23 jan. | Unley – Paracombe            | média montanha  | 131,8          | Richie Porte    | Richie Porte |
| 4     | 24 jan. | Norwood – Murray Bridge      | etapa escarpada | 152,8          | Caleb Ewan      | Richie Porte |
| 5     | 25 jan. | Glenelg – Victor Harbor      | média montanha  | 149,1          | Giacomo Nizzolo | Daryl Impey  |
| 6     | 26 jan. | McLaren Vale – Willunga Hill | média montanha  | 151,5          | Matthew Holmes  | Richie Porte |

## Desenvolvimento da carreira

### 1.ª etapa
| Tanunda - Tanunda | etapa plana | (150 km) |

| \| Classificação por etapas \| Classificação por etapas \| Classificação por etapas \| Classificação por etapas \| Classificação por etapas \| \| Ciclista \| Ciclista \| Equipe \| Tempo \| \| \| ------------------------ \| ------------------------ \| ------------------------ \| ------------------------ \| ------------------------ \| \| 1. \| Sam Bennett \| Deceuninck-Quick Step \| 3h28m54s \| \| \| 2. \| Jasper Philipsen \| UAE Team Emirates \| + 0s \| \| \| 3. \| Erik Baška \| Bora-Hansgrohe \| + 0s \| \| \| 4. \| Elia Viviani \| Cofidis \| + 0s \| \| \| 5. \| André Greipel \| Israel Start-Up Nation \| + 0s \| \| \| 6. \| Kristoffer Halvorsen \| EF Pro Cycling \| + 0s \| \| \| 7. \| Caleb Ewan \| Lotto-Soudal \| + 0s \| \| \| 8. \| Marc Sarreau \| Groupama-FDJ \| + 0s \| \| \| 9. \| Sam Welsford \| UniSA-Australia \| + 0s \| \| \| 10. \| Alberto Dainese \| Team Sunweb \| + 0s \| \| |                      |                        |          |
| |                      |                        |          |
| Fonte: ProCyclingStats |                      |                        |          |
| Classificação por etapas |                      |                        |          |
| Ciclista | Ciclista             | Equipe                 | Tempo    |
| 1. | Sam Bennett          | Deceuninck-Quick Step  | 3h28m54s |
| 2. | Jasper Philipsen     | UAE Team Emirates      | + 0s     |
| 3. | Erik Baška           | Bora-Hansgrohe         | + 0s     |
| 4. | Elia Viviani         | Cofidis                | + 0s     |
| 5. | André Greipel        | Israel Start-Up Nation | + 0s     |
| 6. | Kristoffer Halvorsen | EF Pro Cycling         | + 0s     |
| 7. | Caleb Ewan           | Lotto-Soudal           | + 0s     |
| 8. | Marc Sarreau         | Groupama-FDJ           | + 0s     |
| 9. | Sam Welsford         | UniSA-Australia        | + 0s     |
| 10. | Alberto Dainese      | Team Sunweb            | + 0s     |

| \| Classificação geral \| Classificação geral \| Classificação geral \| Classificação geral \| Classificação geral \| \| Ciclista \| Ciclista \| Equipe \| Tempo \| \| \| ------------------- \| ------------------- \| --------------------- \| ------------------- \| ------------------- \| \| 1. \| Sam Bennett \| Deceuninck-Quick Step \| 3h28m44s \| \| \| 2. \| Jasper Philipsen \| UAE Team Emirates \| + 4s \| \| \| 3. \| Erik Baška \| Bora-Hansgrohe \| + 6s \| \| \| 4. \| Daryl Impey \| Mitchelton-Scott \| + 7s \| \| \| 5. \| Jarrad Drizners \| UniSA-Australia \| + 7s \| \| \| 6. \| Christopher Lawless \| Team Ineos \| + 8s \| \| \| 7. \| Dylan Sunderland \| NTT Pro Cycling \| + 8s \| \| \| 8. \| Nathan Haas \| Cofidis \| + 9s \| \| \| 9. \| Michael Storer \| Team Sunweb \| + 9s \| \| \| 10. \| Elia Viviani \| Cofidis \| + 10s \| \| |                     |                       |          |
| |                     |                       |          |
| Fonte: ProCyclingStats |                     |                       |          |
| Classificação geral |                     |                       |          |
| Ciclista | Ciclista            | Equipe                | Tempo    |
| 1. | Sam Bennett         | Deceuninck-Quick Step | 3h28m44s |
| 2. | Jasper Philipsen    | UAE Team Emirates     | + 4s     |
| 3. | Erik Baška          | Bora-Hansgrohe        | + 6s     |
| 4. | Daryl Impey         | Mitchelton-Scott      | + 7s     |
| 5. | Jarrad Drizners     | UniSA-Australia       | + 7s     |
| 6. | Christopher Lawless | Team Ineos            | + 8s     |
| 7. | Dylan Sunderland    | NTT Pro Cycling       | + 8s     |
| 8. | Nathan Haas         | Cofidis               | + 9s     |
| 9. | Michael Storer      | Team Sunweb           | + 9s     |
| 10. | Elia Viviani        | Cofidis               | + 10s    |

### 2.ª etapa
| Woodside - Stirling | etapa escarpada | (135,8 km) |

| \| Classificação por etapas \| Classificação por etapas \| Classificação por etapas \| Classificação por etapas \| Classificação por etapas \| \| Ciclista \| Ciclista \| Equipe \| Tempo \| \| \| ------------------------ \| ------------------------ \| ------------------------ \| ------------------------ \| ------------------------ \| \| 1. \| Caleb Ewan \| Lotto-Soudal \| 3h29m01s \| \| \| 2. \| Daryl Impey \| Mitchelton-Scott \| + 0s \| \| \| 3. \| Nathan Haas \| Cofidis \| + 0s \| \| \| 4. \| Jasper Philipsen \| UAE Team Emirates \| + 0s \| \| \| 5. \| Fabio Felline \| Astana \| + 0s \| \| \| 6. \| Andrea Vendrame \| AG2R La Mondiale \| + 0s \| \| \| 7. \| Timo Roosen \| Jumbo-Visma \| + 0s \| \| \| 8. \| Luis León Sánchez \| Astana \| + 0s \| \| \| 9. \| Diego Ulissi \| UAE Team Emirates \| + 0s \| \| \| 10. \| George Bennett \| Jumbo-Visma \| + 0s \| \| |                   |                   |          |
| |                   |                   |          |
| Fonte: ProCyclingStats |                   |                   |          |
| Classificação por etapas |                   |                   |          |
| Ciclista | Ciclista          | Equipe            | Tempo    |
| 1. | Caleb Ewan        | Lotto-Soudal      | 3h29m01s |
| 2. | Daryl Impey       | Mitchelton-Scott  | + 0s     |
| 3. | Nathan Haas       | Cofidis           | + 0s     |
| 4. | Jasper Philipsen  | UAE Team Emirates | + 0s     |
| 5. | Fabio Felline     | Astana            | + 0s     |
| 6. | Andrea Vendrame   | AG2R La Mondiale  | + 0s     |
| 7. | Timo Roosen       | Jumbo-Visma       | + 0s     |
| 8. | Luis León Sánchez | Astana            | + 0s     |
| 9. | Diego Ulissi      | UAE Team Emirates | + 0s     |
| 10. | George Bennett    | Jumbo-Visma       | + 0s     |

| \| Classificação geral \| Classificação geral \| Classificação geral \| Classificação geral \| Classificação geral \| \| Ciclista \| Ciclista \| Equipe \| Tempo \| \| \| ------------------- \| ------------------- \| --------------------- \| ------------------- \| ------------------- \| \| 1. \| Caleb Ewan \| Lotto-Soudal \| 6h56m15s \| \| \| 2. \| Sam Bennett \| Deceuninck-Quick Step \| + 0s \| \| \| 3. \| Daryl Impey \| Mitchelton-Scott \| + 1s \| \| \| 4. \| Jasper Philipsen \| UAE Team Emirates \| + 4s \| \| \| 5. \| Nathan Haas \| Cofidis \| + 5s \| \| \| 6. \| Jarrad Drizners \| UniSA-Australia \| + 7s \| \| \| 7. \| Dylan Sunderland \| NTT Pro Cycling \| + 8s \| \| \| 8. \| Christopher Lawless \| Team Ineos \| + 8s \| \| \| 9. \| Jay McCarthy \| Bora-Hansgrohe \| + 8s \| \| \| 10. \| George Bennett \| Jumbo-Visma \| + 9s \| \| |                     |                       |          |
| |                     |                       |          |
| Fonte: ProCyclingStats |                     |                       |          |
| Classificação geral |                     |                       |          |
| Ciclista | Ciclista            | Equipe                | Tempo    |
| 1. | Caleb Ewan          | Lotto-Soudal          | 6h56m15s |
| 2. | Sam Bennett         | Deceuninck-Quick Step | + 0s     |
| 3. | Daryl Impey         | Mitchelton-Scott      | + 1s     |
| 4. | Jasper Philipsen    | UAE Team Emirates     | + 4s     |
| 5. | Nathan Haas         | Cofidis               | + 5s     |
| 6. | Jarrad Drizners     | UniSA-Australia       | + 7s     |
| 7. | Dylan Sunderland    | NTT Pro Cycling       | + 8s     |
| 8. | Christopher Lawless | Team Ineos            | + 8s     |
| 9. | Jay McCarthy        | Bora-Hansgrohe        | + 8s     |
| 10. | George Bennett      | Jumbo-Visma           | + 9s     |

### 3.ª etapa
| Unley - Paracombe | média montanha | (131,8 km) |

| \| Classificação por etapas \| Classificação por etapas \| Classificação por etapas \| Classificação por etapas \| Classificação por etapas \| \| Ciclista \| Ciclista \| Equipe \| Tempo \| \| \| ------------------------ \| ------------------------ \| ------------------------ \| ------------------------ \| ------------------------ \| \| 1. \| Richie Porte \| Trek-Segafredo \| 3h14m09s \| \| \| 2. \| Robert Power \| Team Sunweb \| + 5s \| \| \| 3. \| Simon Yates \| Mitchelton-Scott \| + 5s \| \| \| 4. \| Rohan Dennis \| Team Ineos \| + 5s \| \| \| 5. \| Diego Ulissi \| UAE Team Emirates \| + 5s \| \| \| 6. \| Daryl Impey \| Mitchelton-Scott \| + 5s \| \| \| 7. \| Dylan van Baarle \| Team Ineos \| + 5s \| \| \| 8. \| Simon Geschke \| CCC Team \| + 5s \| \| \| 9. \| George Bennett \| Jumbo-Visma \| + 5s \| \| \| 10. \| Lucas Hamilton \| Mitchelton-Scott \| + 5s \| \| |                  |                   |          |
| |                  |                   |          |
| Fonte: ProCyclingStats |                  |                   |          |
| Classificação por etapas |                  |                   |          |
| Ciclista | Ciclista         | Equipe            | Tempo    |
| 1. | Richie Porte     | Trek-Segafredo    | 3h14m09s |
| 2. | Robert Power     | Team Sunweb       | + 5s     |
| 3. | Simon Yates      | Mitchelton-Scott  | + 5s     |
| 4. | Rohan Dennis     | Team Ineos        | + 5s     |
| 5. | Diego Ulissi     | UAE Team Emirates | + 5s     |
| 6. | Daryl Impey      | Mitchelton-Scott  | + 5s     |
| 7. | Dylan van Baarle | Team Ineos        | + 5s     |
| 8. | Simon Geschke    | CCC Team          | + 5s     |
| 9. | George Bennett   | Jumbo-Visma       | + 5s     |
| 10. | Lucas Hamilton   | Mitchelton-Scott  | + 5s     |

| \| Classificação geral \| Classificação geral \| Classificação geral \| Classificação geral \| Classificação geral \| \| Ciclista \| Ciclista \| Equipe \| Tempo \| \| \| ------------------- \| ------------------- \| ------------------- \| ------------------- \| ------------------- \| \| 1. \| Richie Porte \| Trek-Segafredo \| 10h10m24s \| \| \| 2. \| Daryl Impey \| Mitchelton-Scott \| + 6s \| \| \| 3. \| Robert Power \| Team Sunweb \| + 9s \| \| \| 4. \| Simon Yates \| Mitchelton-Scott \| + 11s \| \| \| 5. \| George Bennett \| Jumbo-Visma \| + 14s \| \| \| 6. \| Diego Ulissi \| UAE Team Emirates \| + 15s \| \| \| 7. \| Simon Geschke \| CCC Team \| + 15s \| \| \| 8. \| Rohan Dennis \| Team Ineos \| + 15s \| \| \| 9. \| Dylan van Baarle \| Team Ineos \| + 15s \| \| \| 10. \| Lucas Hamilton \| Mitchelton-Scott \| + 15s \| \| |                  |                   |           |
| |                  |                   |           |
| Fonte: ProCyclingStats |                  |                   |           |
| Classificação geral |                  |                   |           |
| Ciclista | Ciclista         | Equipe            | Tempo     |
| 1. | Richie Porte     | Trek-Segafredo    | 10h10m24s |
| 2. | Daryl Impey      | Mitchelton-Scott  | + 6s      |
| 3. | Robert Power     | Team Sunweb       | + 9s      |
| 4. | Simon Yates      | Mitchelton-Scott  | + 11s     |
| 5. | George Bennett   | Jumbo-Visma       | + 14s     |
| 6. | Diego Ulissi     | UAE Team Emirates | + 15s     |
| 7. | Simon Geschke    | CCC Team          | + 15s     |
| 8. | Rohan Dennis     | Team Ineos        | + 15s     |
| 9. | Dylan van Baarle | Team Ineos        | + 15s     |
| 10. | Lucas Hamilton   | Mitchelton-Scott  | + 15s     |

### 4.ª etapa
| Norwood - Murray Bridge | etapa escarpada | (152,8 km) |

| \| Classificação por etapas \| Classificação por etapas \| Classificação por etapas \| Classificação por etapas \| Classificação por etapas \| \| Ciclista \| Ciclista \| Equipe \| Tempo \| \| \| ------------------------ \| ------------------------ \| ------------------------ \| ------------------------ \| ------------------------ \| \| 1. \| Caleb Ewan \| Lotto-Soudal \| 3h29m08s \| \| \| 2. \| Sam Bennett \| Deceuninck-Quick Step \| + 0s \| \| \| 3. \| Jasper Philipsen \| UAE Team Emirates \| + 0s \| \| \| 4. \| André Greipel \| Israel Start-Up Nation \| + 0s \| \| \| 5. \| Alberto Dainese \| Team Sunweb \| + 0s \| \| \| 6. \| Martin Laas \| Bora-Hansgrohe \| + 0s \| \| \| 7. \| Giacomo Nizzolo \| NTT Pro Cycling \| + 0s \| \| \| 8. \| Erik Baška \| Bora-Hansgrohe \| + 0s \| \| \| 9. \| Marc Sarreau \| Groupama-FDJ \| + 0s \| \| \| 10. \| Michael Mørkøv \| Deceuninck-Quick Step \| + 0s \| \| |                  |                        |          |
| |                  |                        |          |
| Fonte: ProCyclingStats |                  |                        |          |
| Classificação por etapas |                  |                        |          |
| Ciclista | Ciclista         | Equipe                 | Tempo    |
| 1. | Caleb Ewan       | Lotto-Soudal           | 3h29m08s |
| 2. | Sam Bennett      | Deceuninck-Quick Step  | + 0s     |
| 3. | Jasper Philipsen | UAE Team Emirates      | + 0s     |
| 4. | André Greipel    | Israel Start-Up Nation | + 0s     |
| 5. | Alberto Dainese  | Team Sunweb            | + 0s     |
| 6. | Martin Laas      | Bora-Hansgrohe         | + 0s     |
| 7. | Giacomo Nizzolo  | NTT Pro Cycling        | + 0s     |
| 8. | Erik Baška       | Bora-Hansgrohe         | + 0s     |
| 9. | Marc Sarreau     | Groupama-FDJ           | + 0s     |
| 10. | Michael Mørkøv   | Deceuninck-Quick Step  | + 0s     |

| \| Classificação geral \| Classificação geral \| Classificação geral \| Classificação geral \| Classificação geral \| \| Ciclista \| Ciclista \| Equipe \| Tempo \| \| \| ------------------- \| ------------------- \| ------------------- \| ------------------- \| ------------------- \| \| 1. \| Richie Porte \| Trek-Segafredo \| 13h39m32s \| \| \| 2. \| Daryl Impey \| Mitchelton-Scott \| + 3s \| \| \| 3. \| Robert Power \| Team Sunweb \| + 8s \| \| \| 4. \| Simon Yates \| Mitchelton-Scott \| + 11s \| \| \| 5. \| George Bennett \| Jumbo-Visma \| + 14s \| \| \| 6. \| Diego Ulissi \| UAE Team Emirates \| + 15s \| \| \| 7. \| Simon Geschke \| CCC Team \| + 15s \| \| \| 8. \| Rohan Dennis \| Team Ineos \| + 15s \| \| \| 9. \| Dylan van Baarle \| Team Ineos \| + 15s \| \| \| 10. \| Lucas Hamilton \| Mitchelton-Scott \| + 23s \| \| |                  |                   |           |
| |                  |                   |           |
| Fonte: ProCyclingStats |                  |                   |           |
| Classificação geral |                  |                   |           |
| Ciclista | Ciclista         | Equipe            | Tempo     |
| 1. | Richie Porte     | Trek-Segafredo    | 13h39m32s |
| 2. | Daryl Impey      | Mitchelton-Scott  | + 3s      |
| 3. | Robert Power     | Team Sunweb       | + 8s      |
| 4. | Simon Yates      | Mitchelton-Scott  | + 11s     |
| 5. | George Bennett   | Jumbo-Visma       | + 14s     |
| 6. | Diego Ulissi     | UAE Team Emirates | + 15s     |
| 7. | Simon Geschke    | CCC Team          | + 15s     |
| 8. | Rohan Dennis     | Team Ineos        | + 15s     |
| 9. | Dylan van Baarle | Team Ineos        | + 15s     |
| 10. | Lucas Hamilton   | Mitchelton-Scott  | + 23s     |

### 5.ª etapa
| Glenelg - Victor Harbor | média montanha | (149,1 km) |

| \| Classificação por etapas \| Classificação por etapas \| Classificação por etapas \| Classificação por etapas \| Classificação por etapas \| \| Ciclista \| Ciclista \| Equipe \| Tempo \| \| \| ------------------------ \| ------------------------ \| ------------------------ \| ------------------------ \| ------------------------ \| \| 1. \| Giacomo Nizzolo \| NTT Pro Cycling \| 3h32m45s \| \| \| 2. \| Simone Consonni \| Cofidis \| + 0s \| \| \| 3. \| Sam Bennett \| Deceuninck-Quick Step \| + 0s \| \| \| 4. \| Michael Mørkøv \| Deceuninck-Quick Step \| + 0s \| \| \| 5. \| Jasper Philipsen \| UAE Team Emirates \| + 0s \| \| \| 6. \| André Greipel \| Israel Start-Up Nation \| + 0s \| \| \| 7. \| Kristoffer Halvorsen \| EF Pro Cycling \| + 0s \| \| \| 8. \| Caleb Ewan \| Lotto-Soudal \| + 0s \| \| \| 9. \| Fabio Felline \| Astana \| + 0s \| \| \| 10. \| Daryl Impey \| Mitchelton-Scott \| + 0s \| \| |                      |                        |          |
| |                      |                        |          |
| Fonte: ProCyclingStats |                      |                        |          |
| Classificação por etapas |                      |                        |          |
| Ciclista | Ciclista             | Equipe                 | Tempo    |
| 1. | Giacomo Nizzolo      | NTT Pro Cycling        | 3h32m45s |
| 2. | Simone Consonni      | Cofidis                | + 0s     |
| 3. | Sam Bennett          | Deceuninck-Quick Step  | + 0s     |
| 4. | Michael Mørkøv       | Deceuninck-Quick Step  | + 0s     |
| 5. | Jasper Philipsen     | UAE Team Emirates      | + 0s     |
| 6. | André Greipel        | Israel Start-Up Nation | + 0s     |
| 7. | Kristoffer Halvorsen | EF Pro Cycling         | + 0s     |
| 8. | Caleb Ewan           | Lotto-Soudal           | + 0s     |
| 9. | Fabio Felline        | Astana                 | + 0s     |
| 10. | Daryl Impey          | Mitchelton-Scott       | + 0s     |

| \| Classificação geral \| Classificação geral \| Classificação geral \| Classificação geral \| Classificação geral \| \| Ciclista \| Ciclista \| Equipe \| Tempo \| \| \| ------------------- \| ------------------- \| ------------------- \| ------------------- \| ------------------- \| \| 1. \| Daryl Impey \| Mitchelton-Scott \| 17h12m15s \| \| \| 2. \| Richie Porte \| Trek-Segafredo \| + 2s \| \| \| 3. \| Robert Power \| Team Sunweb \| + 9s \| \| \| 4. \| Simon Yates \| Mitchelton-Scott \| + 13s \| \| \| 5. \| George Bennett \| Jumbo-Visma \| + 16s \| \| \| 6. \| Diego Ulissi \| UAE Team Emirates \| + 17s \| \| \| 7. \| Simon Geschke \| CCC Team \| + 17s \| \| \| 8. \| Rohan Dennis \| Team Ineos \| + 17s \| \| \| 9. \| Dylan van Baarle \| Team Ineos \| + 17s \| \| \| 10. \| Lucas Hamilton \| Mitchelton-Scott \| + 25s \| \| |                  |                   |           |
| |                  |                   |           |
| Fonte: ProCyclingStats |                  |                   |           |
| Classificação geral |                  |                   |           |
| Ciclista | Ciclista         | Equipe            | Tempo     |
| 1. | Daryl Impey      | Mitchelton-Scott  | 17h12m15s |
| 2. | Richie Porte     | Trek-Segafredo    | + 2s      |
| 3. | Robert Power     | Team Sunweb       | + 9s      |
| 4. | Simon Yates      | Mitchelton-Scott  | + 13s     |
| 5. | George Bennett   | Jumbo-Visma       | + 16s     |
| 6. | Diego Ulissi     | UAE Team Emirates | + 17s     |
| 7. | Simon Geschke    | CCC Team          | + 17s     |
| 8. | Rohan Dennis     | Team Ineos        | + 17s     |
| 9. | Dylan van Baarle | Team Ineos        | + 17s     |
| 10. | Lucas Hamilton   | Mitchelton-Scott  | + 25s     |

### 6.ª etapa
| McLaren Vale - Willunga Hill | média montanha | (151,5 km) |

| \| Classificação por etapas \| Classificação por etapas \| Classificação por etapas \| Classificação por etapas \| Classificação por etapas \| \| Ciclista \| Ciclista \| Equipe \| Tempo \| \| \| ------------------------ \| ------------------------ \| ------------------------ \| ------------------------ \| ------------------------ \| \| 1. \| Matthew Holmes \| Lotto-Soudal \| 3h24m54s \| \| \| 2. \| Richie Porte \| Trek-Segafredo \| + 3s \| \| \| 3. \| Manuele Boaro \| Astana \| + 4s \| \| \| 4. \| Bruno Armirail \| Groupama-FDJ \| + 7s \| \| \| 5. \| Michael Storer \| Team Sunweb \| + 7s \| \| \| 7. \| Diego Ulissi \| UAE Team Emirates \| + 7s \| \| \| 8. \| Simon Geschke \| CCC Team \| + 7s \| \| \| 9. \| Dylan van Baarle \| Team Ineos \| + 7s \| \| \| 10. \| Simon Yates \| Mitchelton-Scott \| + 23s \| \| |                  |                   |          |
| |                  |                   |          |
| Fonte: ProCyclingStats |                  |                   |          |
| Classificação por etapas |                  |                   |          |
| Ciclista | Ciclista         | Equipe            | Tempo    |
| 1. | Matthew Holmes   | Lotto-Soudal      | 3h24m54s |
| 2. | Richie Porte     | Trek-Segafredo    | + 3s     |
| 3. | Manuele Boaro    | Astana            | + 4s     |
| 4. | Bruno Armirail   | Groupama-FDJ      | + 7s     |
| 5. | Michael Storer   | Team Sunweb       | + 7s     |
| 7. | Diego Ulissi     | UAE Team Emirates | + 7s     |
| 8. | Simon Geschke    | CCC Team          | + 7s     |
| 9. | Dylan van Baarle | Team Ineos        | + 7s     |
| 10. | Simon Yates      | Mitchelton-Scott  | + 23s    |

## Classificações finais
- As classificações finalizaram da seguinte forma:[3]

### Classificação geral
| \| Classificação geral \| Classificação geral \| Classificação geral \| Classificação geral \| Classificação geral \| \| Ciclista \| Ciclista \| Equipe \| Tempo \| \| \| ------------------- \| ------------------- \| ------------------- \| ------------------- \| ------------------- \| \| 1. \| Richie Porte \| Trek-Segafredo \| 20h37m08s \| \| \| 2. \| Diego Ulissi \| UAE Team Emirates \| + 25s \| \| \| 3. \| Simon Geschke \| CCC Team \| + 25s \| \| \| 4. \| Rohan Dennis \| Team Ineos \| + 25s \| \| \| 5. \| Dylan van Baarle \| Team Ineos \| + 25s \| \| \| 6. \| Daryl Impey \| Mitchelton-Scott \| + 30s \| \| \| 7. \| Simon Yates \| Mitchelton-Scott \| + 37s \| \| \| 8. \| George Bennett \| Jumbo-Visma \| + 46s \| \| \| 9. \| Lucas Hamilton \| Mitchelton-Scott \| + 52s \| \| \| 10. \| Hermann Pernsteiner \| Bahrain McLaren \| + 54s \| \| |                     |                   |           |
| |                     |                   |           |
| Fonte: ProCyclingStats |                     |                   |           |
| Classificação geral |                     |                   |           |
| Ciclista | Ciclista            | Equipe            | Tempo     |
| 1. | Richie Porte        | Trek-Segafredo    | 20h37m08s |
| 2. | Diego Ulissi        | UAE Team Emirates | + 25s     |
| 3. | Simon Geschke       | CCC Team          | + 25s     |
| 4. | Rohan Dennis        | Team Ineos        | + 25s     |
| 5. | Dylan van Baarle    | Team Ineos        | + 25s     |
| 6. | Daryl Impey         | Mitchelton-Scott  | + 30s     |
| 7. | Simon Yates         | Mitchelton-Scott  | + 37s     |
| 8. | George Bennett      | Jumbo-Visma       | + 46s     |
| 9. | Lucas Hamilton      | Mitchelton-Scott  | + 52s     |
| 10. | Hermann Pernsteiner | Bahrain McLaren   | + 54s     |

### Classificação da montanha
| Classificação da montanha | Classificação da montanha | Classificação da montanha | Classificação da montanha | Classificação da montanha |
| Ciclista                  | Ciclista                  | Equipe                    | Pontos                    |                           |
| ------------------------- | ------------------------- | ------------------------- | ------------------------- | ------------------------- |
| 1.                        | Joey Rosskopf             | CCC Team                  | 51 pts                    |                           |
| 2.                        | Richie Porte              | Trek-Segafredo            | 38 pts                    |                           |
| 3.                        | Bruno Armirail            | Groupama-FDJ              | 18 pts                    |                           |
| 4.                        | Matthew Holmes            | Lotto-Soudal              | 16 pts                    |                           |
| 5.                        | Manuele Boaro             | Astana                    | 14 pts                    |                           |
| 6.                        | Simon Yates               | Mitchelton-Scott          | 12 pts                    |                           |
| 7.                        | Samuel Jenner             | UniSA-Australia           | 10 pts                    |                           |
| 8.                        | Dylan Sunderland          | NTT Pro Cycling           | 9 pts                     |                           |
| 9.                        | Daryl Impey               | Mitchelton-Scott          | 8 pts                     |                           |
| 10.                       | George Bennett            | Jumbo-Visma               | 8 pts                     |                           |

### Classificação por pontos
| Classificação por pontos | Classificação por pontos | Classificação por pontos | Classificação por pontos | Classificação por pontos |
| Ciclista                 | Ciclista                 | Equipe                   | Pontos                   |                          |
| ------------------------ | ------------------------ | ------------------------ | ------------------------ | ------------------------ |
| 1.                       | Jasper Philipsen         | UAE Team Emirates        | 63 pts                   |                          |
| 2.                       | Daryl Impey              | Mitchelton-Scott         | 48 pts                   |                          |
| 3.                       | Caleb Ewan               | Lotto-Soudal             | 47 pts                   |                          |
| 4.                       | Sam Bennett              | Deceuninck-Quick Step    | 42 pts                   |                          |
| 5.                       | André Greipel            | Israel Start-Up Nation   | 38 pts                   |                          |
| 6.                       | Richie Porte             | Trek-Segafredo           | 29 pts                   |                          |
| 7.                       | Diego Ulissi             | UAE Team Emirates        | 28 pts                   |                          |
| 8.                       | Giacomo Nizzolo          | NTT Pro Cycling          | 24 pts                   |                          |
| 9.                       | Erik Baška               | Bora-Hansgrohe           | 21 pts                   |                          |
| 10.                      | Rohan Dennis             | Team Ineos               | 20 pts                   |                          |

### Classificação dos jovens
| Classificação dos jovens | Classificação dos jovens | Classificação dos jovens | Classificação dos jovens | Classificação dos jovens |
| Ciclista                 | Ciclista                 | Equipe                   | Tempo                    |                          |
| ------------------------ | ------------------------ | ------------------------ | ------------------------ | ------------------------ |
| 1.                       | Pavel Sivakov            | Team Ineos               | 20h38m13s                |                          |
| 2.                       | Santiago Buitrago        | Bahrain McLaren          | + 15s                    |                          |
| 3.                       | Jarrad Drizners          | UniSA-Australia          | + 31s                    |                          |
| 4.                       | Florian Stork            | Team Sunweb              | + 34s                    |                          |
| 5.                       | Michael Storer           | Team Sunweb              | + 3m02s                  |                          |
| 6.                       | Juan Pedro López         | Trek-Segafredo           | + 5m51s                  |                          |
| 7.                       | Samuele Battistella      | NTT Pro Cycling          | + 6m21s                  |                          |
| 8.                       | Juri Hollmann            | Movistar Team            | + 8m18s                  |                          |
| 9.                       | João Almeida             | Deceuninck-Quick Step    | + 9m41s                  |                          |
| 10.                      | Jonas Rutsch             | EF Pro Cycling           | + 11m30s                 |                          |

### Classificação por equipas
| Classificação por equipes | Classificação por equipes | Classificação por equipes | Classificação por equipes |
| Equipe                    | Equipe                    | Tempo                     |                           |
| ------------------------- | ------------------------- | ------------------------- | ------------------------- |
| 1.                        | Ineos                     | 61h53m19s                 |                           |
| 2.                        | Mitchelton-Scott          | + 25s                     |                           |
| 3.                        | Team Sunweb               | + 1m19s                   |                           |
| 4.                        | Astana                    | + 1m30s                   |                           |
| 5.                        | Bahrain McLaren           | + 1m32s                   |                           |

## Evolução das classificações
| Etapa                 | Vencedor              | Classificação geral | Classificação da montanha | Classificação dos sprints | Classificação dos jovens | Classificação por equipas | Prêmio da combatividade |
| --------------------- | --------------------- | ------------------- | ------------------------- | ------------------------- | ------------------------ | ------------------------- | ----------------------- |
| 1.ª                   | Sam Bennett           | Sam Bennett         | Jarrad Drizners           | Sam Bennett               | Jasper Philipsen         | UAE Emirates              | Joey Rosskopf           |
| 2.ª                   | Caleb Ewan            | Caleb Ewan          | Joey Rosskopf             | Jasper Philipsen          | Jasper Philipsen         | UAE Emirates              | Laurens de Vreese       |
| 3.ª                   | Richie Porte          | Richie Porte        | Joey Rosskopf             | Daryl Impey               | Pavel Sivakov            | Mitchelton-Scott          | Miles Scotson           |
| 4.ª                   | Caleb Ewan            | Richie Porte        | Joey Rosskopf             | Jasper Philipsen          | Pavel Sivakov            | Mitchelton-Scott          | Laurens de Vreese       |
| 5.ª                   | Giacomo Nizzolo       | Daryl Impey         | Joey Rosskopf             | Jasper Philipsen          | Pavel Sivakov            | Mitchelton-Scott          | Mads Pedersen           |
| 6.ª                   | Matthew Holmes        | Richie Porte        | Joey Rosskopf             | Jasper Philipsen          | Pavel Sivakov            | INEOS                     | Luke Rowe               |
| Classificações finais | Classificações finais | Richie Porte        | Joey Rosskopf             | Jasper Philipsen          | Pavel Sivakov            | INEOS                     | não entregue            |

## Ciclistas participantes e posições finais
| Mitchelton-Scott MTS | Mitchelton-Scott MTS          | Mitchelton-Scott MTS |
| -------------------- | ----------------------------- | -------------------- |
| Num                  | Ciclista                      | Pos                  |
| 1                    | Daryl Impey (RSA) (estrada)   | 6.                   |
| 2                    | Simon Yates (GBR)             | 7.                   |
| 3                    | Jack Bauer (NZL)              | 118.                 |
| 4                    | Luke Durbridge (AUS)          | 83.                  |
| 5                    | Lucas Hamilton (AUS)          | 9.                   |
| 6                    | Michael Hepburn (AUS)         | 107.                 |
| 7                    | Cameron Meyer (AUS) (estrada) | 44.                  |

| Trek-Segafredo TFS | Trek-Segafredo TFS            | Trek-Segafredo TFS |
| ------------------ | ----------------------------- | ------------------ |
| Num                | Ciclista                      | Pos                |
| 11                 | Richie Porte (AUS)            | 1.                 |
| 12                 | Mads Pedersen (DEN) (estrada) | 132.               |
| 13                 | Kenny Elissonde (FRA)         | 40.                |
| 14                 | Michel Ries (LUX)             | 109.               |
| 15                 | Juan Pedro López (ESP)        | 54.                |
| 16                 | Kiel Reijnen (USA)            | 127.               |
| 17                 | Koen de Kort (NED)            | 129.               |

| AG2R La Mondiale ALM | AG2R La Mondiale ALM    | AG2R La Mondiale ALM |
| -------------------- | ----------------------- | -------------------- |
| Num                  | Ciclista                | Pos                  |
| 21                   | Romain Bardet (FRA)     | 38.                  |
| 22                   | Geoffrey Bouchard (FRA) | 102.                 |
| 23                   | Clément Chevrier (FRA)  | 30.                  |
| 24                   | Axel Domont (FRA)       | 67.                  |
| 25                   | Ben Gastauer (LUX)      | 92.                  |
| 26                   | Andrea Vendrame (ITA)   | 36.                  |
| 27                   | Larry Warbasse (USA)    | DNF-6                |

| Lotto-Soudal LTS | Lotto-Soudal LTS         | Lotto-Soudal LTS |
| ---------------- | ------------------------ | ---------------- |
| Num              | Ciclista                 | Pos              |
| 31               | Caleb Ewan (AUS)         | 51.              |
| 32               | Thomas De Gendt (BEL)    | 113.             |
| 33               | Adam Hansen (AUS)        | 76.              |
| 34               | Matthew Holmes (GBR)     | 33.              |
| 35               | Roger Kluge (GER)        | 87.              |
| 36               | Jonathan Dibben (GBR)    | 105.             |
| 37               | Tosh Van der Sande (BEL) | 82.              |

| Cofidis COF | Cofidis COF                  | Cofidis COF |
| ----------- | ---------------------------- | ----------- |
| Num         | Ciclista                     | Pos         |
| 41          | Elia Viviani (ITA) (estrada) | 101.        |
| 42          | Simone Consonni (ITA)        | 70.         |
| 43          | Nathan Haas (AUS)            | 14.         |
| 44          | Mathias Le Turnier (FRA)     | 86.         |
| 45          | Marco Mathis (GER)           | 130.        |
| 46          | Fabio Sabatini (ITA)         | 128.        |
| 47          | Kenneth Vanbilsen (BEL)      | 89.         |

| Deceuninck-Quick Step DQT | Deceuninck-Quick Step DQT      | Deceuninck-Quick Step DQT |
| ------------------------- | ------------------------------ | ------------------------- |
| Num                       | Ciclista                       | Pos                       |
| 51                        | Sam Bennett (IRL) (estrada)    | 73.                       |
| 52                        | João Almeida (POR)             | 62.                       |
| 53                        | Shane Archbold (NZL)           | 91.                       |
| 54                        | Mattia Cattaneo (ITA)          | 13.                       |
| 55                        | Dries Devenyns (BEL)           | 12.                       |
| 56                        | Iljo Keisse (BEL)              | 123.                      |
| 57                        | Michael Mørkøv (DEN) (estrada) | 64.                       |

| Team Ineos INS | Team Ineos INS            | Team Ineos INS |
| -------------- | ------------------------- | -------------- |
| Num            | Ciclista                  | Pos            |
| 61             | Rohan Dennis (AUS)        | 4.             |
| 62             | Owain Doull (GBR)         | 80.            |
| 63             | Christopher Lawless (GBR) | 120.           |
| 64             | Luke Rowe (GBR)           | 106.           |
| 65             | Pavel Sivakov (RUS)       | 16.            |
| 66             | Ian Stannard (GBR)        | 117.           |
| 67             | Dylan van Baarle (NED)    | 5.             |

| CCC Team CCC | CCC Team CCC                   | CCC Team CCC |
| ------------ | ------------------------------ | ------------ |
| Num          | Ciclista                       | Pos          |
| 71           | Guillaume Van Keirsbulck (BEL) | 98.          |
| 72           | Josef Černý (CZE)              | 61.          |
| 73           | Simon Geschke (GER)            | 3.           |
| 74           | Szymon Sajnok (POL)            | NP-5         |
| 75           | Joey Rosskopf (USA)            | 23.          |
| 76           | Francisco Ventoso (ESP)        | 88.          |
| 77           | Łukasz Wiśniowski (POL)        | 48.          |

| Israel Start-Up Nation ISN | Israel Start-Up Nation ISN | Israel Start-Up Nation ISN |
| -------------------------- | -------------------------- | -------------------------- |
| Num                        | Ciclista                   | Pos                        |
| 81                         | André Greipel (GER)        | 37.                        |
| 82                         | Guillaume Boivin (CAN)     | 95.                        |
| 83                         | Alex Dowsett (GBR)         | 93.                        |
| 84                         | Omer Goldstein (ISR)       | 72.                        |
| 85                         | Ben Hermans (BEL)          | NP-3                       |
| 86                         | James Piccoli (CAN)        | 25.                        |
| 87                         | Rick Zabel (GER)           | 47.                        |

| UAE Team Emirates UAD | UAE Team Emirates UAD       | UAE Team Emirates UAD |
| --------------------- | --------------------------- | --------------------- |
| Num                   | Ciclista                    | Pos                   |
| 91                    | Jasper Philipsen (BEL)      | 71.                   |
| 92                    | Sven Erik Bystrøm (NOR)     | 11.                   |
| 93                    | Mikkel Bjerg (DEN)          | 81.                   |
| 94                    | Vegard Stake Laengen (NOR)  | 35.                   |
| 95                    | Marco Marcato (ITA)         | 31.                   |
| 96                    | Aleksandr Riabushenko (BLR) | DNF-1                 |
| 97                    | Diego Ulissi (ITA)          | 2.                    |

| Bora-Hansgrohe BOH | Bora-Hansgrohe BOH          | Bora-Hansgrohe BOH |
| ------------------ | --------------------------- | ------------------ |
| Num                | Ciclista                    | Pos                |
| 101                | Jay McCarthy (AUS)          | 77.                |
| 102                | Erik Baška (SVK)            | 124.               |
| 103                | Cesare Benedetti (ITA)      | 60.                |
| 104                | Martin Laas (EST)           | 110.               |
| 105                | Juraj Sagan (SVK) (estrada) | 84.                |
| 106                | Ide Schelling (NED)         | 99.                |
| 107                | Michaek Schwarzmann (GER)   | 112.               |

| Astana AST | Astana AST              | Astana AST |
| ---------- | ----------------------- | ---------- |
| Num        | Ciclista                | Pos        |
| 111        | Luis León Sánchez (ESP) | 42.        |
| 112        | Manuele Boaro (ITA)     | 45.        |
| 113        | Daniil Fominykh (KAZ)   | 85.        |
| 114        | Laurens De Vreese (BEL) | NP         |
| 115        | Fabio Felline (ITA)     | 21.        |
| 116        | Omar Fraile (ESP)       | 17.        |
| 117        | Dmitriy Gruzdev (KAZ)   | 96.        |

| Team Sunweb SUN | Team Sunweb SUN              | Team Sunweb SUN |
| --------------- | ---------------------------- | --------------- |
| Num             | Ciclista                     | Pos             |
| 121             | Jai Hindley (AUS)            | 18.             |
| 122             | Robert Power (AUS)           | 27.             |
| 123             | Michael Storer (AUS)         | 39.             |
| 124             | Alberto Dainese (ITA)        | 114.            |
| 125             | Max Kanter (GER)             | 75.             |
| 126             | Asbjørn Kragh Andersen (DEN) | 126.            |
| 127             | Florian Stork (GER)          | 24.             |

| Groupama-FDJ GFC | Groupama-FDJ GFC       | Groupama-FDJ GFC |
| ---------------- | ---------------------- | ---------------- |
| Num              | Ciclista               | Pos              |
| 131              | Miles Scotson (AUS)    | 57.              |
| 132              | Bruno Armirail (FRA)   | 46.              |
| 133              | Kilian Frankiny (SUI)  | 20.              |
| 134              | Mickaël Delage (FRA)   | 131.             |
| 135              | Fabian Lienhard (SUI)  | 66.              |
| 136              | Marc Sarreau (FRA)     | 97.              |
| 137              | Jacopo Guarnieri (ITA) | 121.             |

| Movistar Team MOV | Movistar Team MOV      | Movistar Team MOV |
| ----------------- | ---------------------- | ----------------- |
| Num               | Ciclista               | Pos               |
| 141               | Jürgen Roelandts (BEL) | 50.               |
| 142               | Gabriel Cullaigh (GBR) | 74.               |
| 143               | Juri Hollmann (GER)    | 58.               |
| 144               | Jorge Arcas (ESP)      | 49.               |
| 145               | Lluís Mas (ESP)        | 28.               |
| 146               | Eduard Prades (ESP)    | 43.               |
| 147               | Sergio Samitier (ESP)  | 59.               |

| NTT Pro Cycling NTT | NTT Pro Cycling NTT       | NTT Pro Cycling NTT |
| ------------------- | ------------------------- | ------------------- |
| Num                 | Ciclista                  | Pos                 |
| 151                 | Giacomo Nizzolo (ITA)     | 100.                |
| 152                 | Ryan Gibbons (RSA)        | 26.                 |
| 153                 | Samuele Battistella (ITA) | 56.                 |
| 154                 | Danilo Wyss (SUI)         | 34.                 |
| 155                 | Stefan de Bod (RSA)       | 52.                 |
| 156                 | Rasmus Tiller (NOR)       | 90.                 |
| 157                 | Dylan Sunderland (AUS)    | 63.                 |

| Jumbo-Visma TJV | Jumbo-Visma TJV          | Jumbo-Visma TJV |
| --------------- | ------------------------ | --------------- |
| Num             | Ciclista                 | Pos             |
| 161             | George Bennett (NZL)     | 8.              |
| 162             | Chris Harper (AUS)       | 32.             |
| 163             | Lennard Hofstede (NED)   | 78.             |
| 164             | Timo Roosen (NED)        | 69.             |
| 165             | Bert-Jan Lindeman (NED)  | 111.            |
| 166             | Antwan Tolhoek (NED)     | 53.             |
| 167             | Taco van der Hoorn (NED) | 119.            |

| Bahrain McLaren TBM | Bahrain McLaren TBM         | Bahrain McLaren TBM |
| ------------------- | --------------------------- | ------------------- |
| Num                 | Ciclista                    | Pos                 |
| 171                 | Yukiya Arashiro (JPN)       | 29.                 |
| 172                 | Domen Novak (SLO) (estrada) | 104.                |
| 173                 | Rafa Valls (ESP)            | NP-3                |
| 174                 | Marco Haller (AUT)          | 79.                 |
| 175                 | Hermann Pernsteiner (AUT)   | 10.                 |
| 176                 | Luka Pibernik (SLO)         | 41.                 |
| 177                 | Santiago Buitrago (COL)     | 19.                 |

| EF Pro Cycling EF1 | EF Pro Cycling EF1         | EF Pro Cycling EF1 |
| ------------------ | -------------------------- | ------------------ |
| Num                | Ciclista                   | Pos                |
| 181                | Kristoffer Halvorsen (NOR) | 65.                |
| 182                | Mitchell Docker (AUS)      | 122.               |
| 183                | Jens Keukeleire (BEL)      | 55.                |
| 184                | Lachlan Morton (AUS)       | 103.               |
| 185                | Tom Scully (NZL)           | 108.               |
| 186                | Neilson Powless (USA)      | 15.                |
| 187                | Jonas Rutsch (GER)         | 68.                |

| UniSA-Australia AUS | UniSA-Australia AUS   | UniSA-Australia AUS |
| ------------------- | --------------------- | ------------------- |
| Num                 | Ciclista              | Pos                 |
| 191                 | Nicholas White (AUS)  | 125.                |
| 192                 | Tyler Lindorff (AUS)  | DNF-4               |
| 193                 | Samuel Jenner (AUS)   | 94.                 |
| 194                 | Jarrad Drizners (AUS) | 22.                 |
| 195                 | Sam Welsford (AUS)    | 116.                |
| 196                 | Kelland O'Brien (AUS) | DNF-4               |
| 197                 | Cameron Scott (AUS)   | 115.                |

| Mitchelton-Scott MTS | Mitchelton-Scott MTS          | Mitchelton-Scott MTS |
| -------------------- | ----------------------------- | -------------------- |
| Num                  | Ciclista                      | Pos                  |
| 1                    | Daryl Impey (RSA) (estrada)   | 6.                   |
| 2                    | Simon Yates (GBR)             | 7.                   |
| 3                    | Jack Bauer (NZL)              | 118.                 |
| 4                    | Luke Durbridge (AUS)          | 83.                  |
| 5                    | Lucas Hamilton (AUS)          | 9.                   |
| 6                    | Michael Hepburn (AUS)         | 107.                 |
| 7                    | Cameron Meyer (AUS) (estrada) | 44.                  |

| Trek-Segafredo TFS | Trek-Segafredo TFS            | Trek-Segafredo TFS |
| ------------------ | ----------------------------- | ------------------ |
| Num                | Ciclista                      | Pos                |
| 11                 | Richie Porte (AUS)            | 1.                 |
| 12                 | Mads Pedersen (DEN) (estrada) | 132.               |
| 13                 | Kenny Elissonde (FRA)         | 40.                |
| 14                 | Michel Ries (LUX)             | 109.               |
| 15                 | Juan Pedro López (ESP)        | 54.                |
| 16                 | Kiel Reijnen (USA)            | 127.               |
| 17                 | Koen de Kort (NED)            | 129.               |

| AG2R La Mondiale ALM | AG2R La Mondiale ALM    | AG2R La Mondiale ALM |
| -------------------- | ----------------------- | -------------------- |
| Num                  | Ciclista                | Pos                  |
| 21                   | Romain Bardet (FRA)     | 38.                  |
| 22                   | Geoffrey Bouchard (FRA) | 102.                 |
| 23                   | Clément Chevrier (FRA)  | 30.                  |
| 24                   | Axel Domont (FRA)       | 67.                  |
| 25                   | Ben Gastauer (LUX)      | 92.                  |
| 26                   | Andrea Vendrame (ITA)   | 36.                  |
| 27                   | Larry Warbasse (USA)    | DNF-6                |

| Lotto-Soudal LTS | Lotto-Soudal LTS         | Lotto-Soudal LTS |
| ---------------- | ------------------------ | ---------------- |
| Num              | Ciclista                 | Pos              |
| 31               | Caleb Ewan (AUS)         | 51.              |
| 32               | Thomas De Gendt (BEL)    | 113.             |
| 33               | Adam Hansen (AUS)        | 76.              |
| 34               | Matthew Holmes (GBR)     | 33.              |
| 35               | Roger Kluge (GER)        | 87.              |
| 36               | Jonathan Dibben (GBR)    | 105.             |
| 37               | Tosh Van der Sande (BEL) | 82.              |

| Cofidis COF | Cofidis COF                  | Cofidis COF |
| ----------- | ---------------------------- | ----------- |
| Num         | Ciclista                     | Pos         |
| 41          | Elia Viviani (ITA) (estrada) | 101.        |
| 42          | Simone Consonni (ITA)        | 70.         |
| 43          | Nathan Haas (AUS)            | 14.         |
| 44          | Mathias Le Turnier (FRA)     | 86.         |
| 45          | Marco Mathis (GER)           | 130.        |
| 46          | Fabio Sabatini (ITA)         | 128.        |
| 47          | Kenneth Vanbilsen (BEL)      | 89.         |

| Deceuninck-Quick Step DQT | Deceuninck-Quick Step DQT      | Deceuninck-Quick Step DQT |
| ------------------------- | ------------------------------ | ------------------------- |
| Num                       | Ciclista                       | Pos                       |
| 51                        | Sam Bennett (IRL) (estrada)    | 73.                       |
| 52                        | João Almeida (POR)             | 62.                       |
| 53                        | Shane Archbold (NZL)           | 91.                       |
| 54                        | Mattia Cattaneo (ITA)          | 13.                       |
| 55                        | Dries Devenyns (BEL)           | 12.                       |
| 56                        | Iljo Keisse (BEL)              | 123.                      |
| 57                        | Michael Mørkøv (DEN) (estrada) | 64.                       |

| Team Ineos INS | Team Ineos INS            | Team Ineos INS |
| -------------- | ------------------------- | -------------- |
| Num            | Ciclista                  | Pos            |
| 61             | Rohan Dennis (AUS)        | 4.             |
| 62             | Owain Doull (GBR)         | 80.            |
| 63             | Christopher Lawless (GBR) | 120.           |
| 64             | Luke Rowe (GBR)           | 106.           |
| 65             | Pavel Sivakov (RUS)       | 16.            |
| 66             | Ian Stannard (GBR)        | 117.           |
| 67             | Dylan van Baarle (NED)    | 5.             |

| CCC Team CCC | CCC Team CCC                   | CCC Team CCC |
| ------------ | ------------------------------ | ------------ |
| Num          | Ciclista                       | Pos          |
| 71           | Guillaume Van Keirsbulck (BEL) | 98.          |
| 72           | Josef Černý (CZE)              | 61.          |
| 73           | Simon Geschke (GER)            | 3.           |
| 74           | Szymon Sajnok (POL)            | NP-5         |
| 75           | Joey Rosskopf (USA)            | 23.          |
| 76           | Francisco Ventoso (ESP)        | 88.          |
| 77           | Łukasz Wiśniowski (POL)        | 48.          |

| Israel Start-Up Nation ISN | Israel Start-Up Nation ISN | Israel Start-Up Nation ISN |
| -------------------------- | -------------------------- | -------------------------- |
| Num                        | Ciclista                   | Pos                        |
| 81                         | André Greipel (GER)        | 37.                        |
| 82                         | Guillaume Boivin (CAN)     | 95.                        |
| 83                         | Alex Dowsett (GBR)         | 93.                        |
| 84                         | Omer Goldstein (ISR)       | 72.                        |
| 85                         | Ben Hermans (BEL)          | NP-3                       |
| 86                         | James Piccoli (CAN)        | 25.                        |
| 87                         | Rick Zabel (GER)           | 47.                        |

| UAE Team Emirates UAD | UAE Team Emirates UAD       | UAE Team Emirates UAD |
| --------------------- | --------------------------- | --------------------- |
| Num                   | Ciclista                    | Pos                   |
| 91                    | Jasper Philipsen (BEL)      | 71.                   |
| 92                    | Sven Erik Bystrøm (NOR)     | 11.                   |
| 93                    | Mikkel Bjerg (DEN)          | 81.                   |
| 94                    | Vegard Stake Laengen (NOR)  | 35.                   |
| 95                    | Marco Marcato (ITA)         | 31.                   |
| 96                    | Aleksandr Riabushenko (BLR) | DNF-1                 |
| 97                    | Diego Ulissi (ITA)          | 2.                    |

| Bora-Hansgrohe BOH | Bora-Hansgrohe BOH          | Bora-Hansgrohe BOH |
| ------------------ | --------------------------- | ------------------ |
| Num                | Ciclista                    | Pos                |
| 101                | Jay McCarthy (AUS)          | 77.                |
| 102                | Erik Baška (SVK)            | 124.               |
| 103                | Cesare Benedetti (ITA)      | 60.                |
| 104                | Martin Laas (EST)           | 110.               |
| 105                | Juraj Sagan (SVK) (estrada) | 84.                |
| 106                | Ide Schelling (NED)         | 99.                |
| 107                | Michaek Schwarzmann (GER)   | 112.               |

| Astana AST | Astana AST              | Astana AST |
| ---------- | ----------------------- | ---------- |
| Num        | Ciclista                | Pos        |
| 111        | Luis León Sánchez (ESP) | 42.        |
| 112        | Manuele Boaro (ITA)     | 45.        |
| 113        | Daniil Fominykh (KAZ)   | 85.        |
| 114        | Laurens De Vreese (BEL) | NP         |
| 115        | Fabio Felline (ITA)     | 21.        |
| 116        | Omar Fraile (ESP)       | 17.        |
| 117        | Dmitriy Gruzdev (KAZ)   | 96.        |

| Team Sunweb SUN | Team Sunweb SUN              | Team Sunweb SUN |
| --------------- | ---------------------------- | --------------- |
| Num             | Ciclista                     | Pos             |
| 121             | Jai Hindley (AUS)            | 18.             |
| 122             | Robert Power (AUS)           | 27.             |
| 123             | Michael Storer (AUS)         | 39.             |
| 124             | Alberto Dainese (ITA)        | 114.            |
| 125             | Max Kanter (GER)             | 75.             |
| 126             | Asbjørn Kragh Andersen (DEN) | 126.            |
| 127             | Florian Stork (GER)          | 24.             |

| Groupama-FDJ GFC | Groupama-FDJ GFC       | Groupama-FDJ GFC |
| ---------------- | ---------------------- | ---------------- |
| Num              | Ciclista               | Pos              |
| 131              | Miles Scotson (AUS)    | 57.              |
| 132              | Bruno Armirail (FRA)   | 46.              |
| 133              | Kilian Frankiny (SUI)  | 20.              |
| 134              | Mickaël Delage (FRA)   | 131.             |
| 135              | Fabian Lienhard (SUI)  | 66.              |
| 136              | Marc Sarreau (FRA)     | 97.              |
| 137              | Jacopo Guarnieri (ITA) | 121.             |

| Movistar Team MOV | Movistar Team MOV      | Movistar Team MOV |
| ----------------- | ---------------------- | ----------------- |
| Num               | Ciclista               | Pos               |
| 141               | Jürgen Roelandts (BEL) | 50.               |
| 142               | Gabriel Cullaigh (GBR) | 74.               |
| 143               | Juri Hollmann (GER)    | 58.               |
| 144               | Jorge Arcas (ESP)      | 49.               |
| 145               | Lluís Mas (ESP)        | 28.               |
| 146               | Eduard Prades (ESP)    | 43.               |
| 147               | Sergio Samitier (ESP)  | 59.               |

| NTT Pro Cycling NTT | NTT Pro Cycling NTT       | NTT Pro Cycling NTT |
| ------------------- | ------------------------- | ------------------- |
| Num                 | Ciclista                  | Pos                 |
| 151                 | Giacomo Nizzolo (ITA)     | 100.                |
| 152                 | Ryan Gibbons (RSA)        | 26.                 |
| 153                 | Samuele Battistella (ITA) | 56.                 |
| 154                 | Danilo Wyss (SUI)         | 34.                 |
| 155                 | Stefan de Bod (RSA)       | 52.                 |
| 156                 | Rasmus Tiller (NOR)       | 90.                 |
| 157                 | Dylan Sunderland (AUS)    | 63.                 |

| Jumbo-Visma TJV | Jumbo-Visma TJV          | Jumbo-Visma TJV |
| --------------- | ------------------------ | --------------- |
| Num             | Ciclista                 | Pos             |
| 161             | George Bennett (NZL)     | 8.              |
| 162             | Chris Harper (AUS)       | 32.             |
| 163             | Lennard Hofstede (NED)   | 78.             |
| 164             | Timo Roosen (NED)        | 69.             |
| 165             | Bert-Jan Lindeman (NED)  | 111.            |
| 166             | Antwan Tolhoek (NED)     | 53.             |
| 167             | Taco van der Hoorn (NED) | 119.            |

| Bahrain McLaren TBM | Bahrain McLaren TBM         | Bahrain McLaren TBM |
| ------------------- | --------------------------- | ------------------- |
| Num                 | Ciclista                    | Pos                 |
| 171                 | Yukiya Arashiro (JPN)       | 29.                 |
| 172                 | Domen Novak (SLO) (estrada) | 104.                |
| 173                 | Rafa Valls (ESP)            | NP-3                |
| 174                 | Marco Haller (AUT)          | 79.                 |
| 175                 | Hermann Pernsteiner (AUT)   | 10.                 |
| 176                 | Luka Pibernik (SLO)         | 41.                 |
| 177                 | Santiago Buitrago (COL)     | 19.                 |

| EF Pro Cycling EF1 | EF Pro Cycling EF1         | EF Pro Cycling EF1 |
| ------------------ | -------------------------- | ------------------ |
| Num                | Ciclista                   | Pos                |
| 181                | Kristoffer Halvorsen (NOR) | 65.                |
| 182                | Mitchell Docker (AUS)      | 122.               |
| 183                | Jens Keukeleire (BEL)      | 55.                |
| 184                | Lachlan Morton (AUS)       | 103.               |
| 185                | Tom Scully (NZL)           | 108.               |
| 186                | Neilson Powless (USA)      | 15.                |
| 187                | Jonas Rutsch (GER)         | 68.                |

| UniSA-Australia AUS | UniSA-Australia AUS   | UniSA-Australia AUS |
| ------------------- | --------------------- | ------------------- |
| Num                 | Ciclista              | Pos                 |
| 191                 | Nicholas White (AUS)  | 125.                |
| 192                 | Tyler Lindorff (AUS)  | DNF-4               |
| 193                 | Samuel Jenner (AUS)   | 94.                 |
| 194                 | Jarrad Drizners (AUS) | 22.                 |
| 195                 | Sam Welsford (AUS)    | 116.                |
| 196                 | Kelland O'Brien (AUS) | DNF-4               |
| 197                 | Cameron Scott (AUS)   | 115.                |

Convenções:
- AB-N: Abandono na etapa "N"
- FLT-N: Retirada por chegada fora do limite de tempo na etapa "N"
- NTS-N: Não tomou a saída para a etapa "N"
- DES-N: Desclassificado ou expulso na etapa "N"

## UCI World Ranking
O Tour Down Under outorga pontos para o UCI World Ranking para corredores das equipas nas categorias UCI WorldTeam, UCI ProTeam e Equipas Continentais. A seguinte tabela são o barómetro de pontuação e os corredores que obtiveram pontos:
| Posição             | 1.º | 2.º | 3.º | 4.º | 5.º | 6.º | 7.º | 8.º | 9.º | 10.º | 11.º | 12.º | 13.º | 14.º | 15.º | 16.º-20.º | 21.º-30.º | 31.º-50.º | 51.º-55.º | 56.º-60.º |
| Classificação geral | 500 | 400 | 325 | 275 | 225 | 175 | 150 | 125 | 100 | 85   | 70   | 60   | 50   | 40   | 35   | 30        | 20        | 10        | 5         | 3         |
| Por etapa           | 60  | 25  | 10  |     |     |     |     |     |     |      |      |      |      |      |      |           |           |           |           |           |
| Líder               | 10  |     |     |     |     |     |     |     |     |      |      |      |      |      |      |           |           |           |           |           |

| Classificação |                  |                       |       |       |       |       |
| Posição       | Ciclista         | Equipa                | Geral | Etapa | Líder | Total |
| ------------- | ---------------- | --------------------- | ----- | ----- | ----- | ----- |
| 1.º           | Richie Porte     | Trek-Segafredo        | 500   | 85    | 20    | 605   |
| 2.º           | Diego Ulissi     | UAE Emirates          | 400   | -     | -     | 400   |
| 3.º           | Simon Geschke    | CCC                   | 325   | -     | -     | 325   |
| 4.º           | Rohan Dennis     | INEOS                 | 275   | -     | -     | 275   |
| 5.º           | Dylan van Baarle | INEOS                 | 225   | -     | -     | 225   |
| 6.º           | Daryl Impey      | Mitchelton-Scott      | 175   | 25    | 10    | 210   |
| 7.º           | Simon Yates      | Mitchelton-Scott      | 150   | 10    | -     | 160   |
| 8.º           | Caleb Ewan       | Lotto Soudal          | 5     | 120   | 10    | 135   |
| 9.º           | George Bennett   | Jumbo-Visma           | 125   | -     | -     | 125   |
| 10.º          | Sam Bennett      | Deceuninck-Quick Step | -     | 95    | 10    | 105   |